# VH1 (evropski TV kanal)
VH1 (pod imenom VH1 Europe u Evropi) je bio muzički televizijski kanal u vlasništvu kompanije ViacomCBS Networks EMEAA.
Kanal je redovno puštao veliki izbor muzike, kao i muzičkih programa na dnevnom ili nedeljnom nivou.
Kanal je imao fokus na trenutnu ili aktuelnu muziku, kao i na muziku iz 2000-tih i 2010-tih. Početkom 2000-tih, VH1 je imao fokus na tada aktuelnu muziku - sa većim fokusom na savremenu pop i pop rok muziku nego što je imao u zadnje vreme. Puštana je i muzika iz 1990-tih i 1980-tih. Od 2020. godine pa do gašenja kanala, kanal je puštao i hip hop muziku, od autora poput Roddy Ricch-a i DaBaby.
Drugog avgusta 2021. godine, VH1 Europe je postao MTV 00s. 1. avgust - na dan kada je MTV napunio 40 godina - TV program kanala je postao prilagođen TV programu MTV 00s kanala, a sutradan je i on-screen grafika promenjena. Pre promene na MTV 00s, poslednja pesma koja je puštena u "Shuffle" programu je bila "Are You With Me" od strane belgijskog DJ-a Lost Frequencies. Poslednja pesma koja je puštena pre promene na MTV 00s je bila "Dani California" od strane autora Red Hot Chili Peppers. Poslednja pesma je puštena u 05:00 sati (po centralno-evropskom vremenu - CET) 2. avgusta 2021.

## Istorija kanala
VH1 se bio pojavio prvi put u Ujedinjenom Kraljevstvu i Nemačkoj tokom proleća 1995. i verzija kanala koja se emitovala iz Ujedinjenog Kraljevstva je bila emitovala i širom Evrope kao VH1 Export od juna 1999. godine. Kanal je zvanično postao "VH1 Europe" 2001. godine tako što su kanali VH1 Export i VH1 Germany bili spojeni u jedan kanal, i verzija kanala za Ujedinjeno Kraljevstvo je postala odvojena od VH1 Europe.
VH1 Europe je 2013. godine bio jedini glavni muzički kanal u Zapadnoj Evropi koji je još uvek emitovao sliku u formatu 4:3 dok su ostali muzički TV kanali već prešli na format 16:9. 28. maja, 2014, VH1 Europe je prešao u 16:9 format.

## TV program
Evropska verzija VH1 kanala je bila veoma različita u odnosu na američku verziju kanala, jer VH1 Europe nikad nije prestao da emituje muziku. VH1 Europe je imao mnoge žanrove u svom TV programu, a i veliku selekciju muzičkih spotova od 1970-tih pa do sada. Kanal je koristio biblioteku spotova u vlasništvu MTV Networks Europe.
TV program kanala imao je muzičke spotove od 1980-tih pa nadalje, sa segmentima nazvanim "Top 50" koji su prikazivali i spotove iz 1970-tih i 1960-tih. Od 2021, najnovija pesma koja se nalazila u biblioteci pesama je bila pesma "Treat People with Kindness" od strane Harry Styles-a (U ekskluzivnim segmentima "Coldplay: The Hits" i "P!nk: The Hits", bili su dodati singlovi Higer Power i Cover Me in Sunshine). Uz to, običan TV program kanala je imao najveći fokus na pesme iz 2000-tih. Kao i kanali u vlasništvu MTV-a, VH1 skorije nije prikazivao spotova Michael Jackson-a.